# Château de Lütgenhof
Le château de Lütgenhof (Schloß Lütgenhof) est un château néoclassique imposant situé près de Dassow (Arrondissement du Mecklembourg-du-Nord-Ouest) dans le Mecklembourg.

## Histoire
Un petit château fort médiéval, qui surveillait le passage à l'emplacement actuel du pont de Dassow, se trouvait à la place du château d'aujourd'hui, construit au XIXe siècle. Il reçoit son nom en 1744 de Clawes Parkentin (ou Berkentin) von Lütgenhaue qui en est le propriétaire. Christian August von Berkentin, diplomate de la cour du Danemark, le vend en 1746 à Friedrich von Eyben (1699-1787) qui, sans enfant, le lègue à sa mort à son neveu Adolf Gottlieb von Eyben (1741-1811) qui entre dans la noblesse mecklembourgeoise en 1791.
Moritz Christian Paepcke (1776-1857), conseiller de justice déjà propriétaire du domaine de Quassel près de Hagenow, acquiert le domaine et son château en 1815. Comme il est anobli en 1839 sous le nom d'Edler von Paepcke en 1839, il décide de faire bâtir une maison seigneuriale néoclassique digne de son nouveau rang. L'exploitation agricole demeure en activité jusqu'à la fin de la Seconde Guerre mondiale. La famille Edler von Paepcke est chassée de ses biens en 1945 et s'établit au domaine de Bredeneck (commune de Lehmkuhlen), près de Preetz dans le Holstein.
Le château de Lütgnehof est alors transformé en centre d'accueil pour les réfugiés chassés de Prusse, devenue polonaise ou soviétique. Il sert aussi de foyer pour la jeunesse orpheline de guerre, puis de 1947 à 1960, il devient une école supérieure d'agriculture. De 1961 à 1990, il abrite une caserne de gardes frontières de l'armée de la république démocratique allemande, puisque la frontière entre la RFA et la RDA est à proximité.
Le château est acheté par un investisseur après la réunification. Il le restaure jusqu'en 1999 pour en faire actuellement un hôtel de luxe et profiter du lac de Dassow et de la mer Baltique à proximité.

## Source
- (de) Cet article est partiellement ou en totalité issu de l’article de Wikipédia en allemand intitulé « Schloss Lütgenhof » (voir la liste des auteurs).